# 劉永誠 (明朝宦官)
刘永诚（1391年？月？日—1472年3月26日），直隶大名府清丰县（今河南省清丰县）人，擅长骑射，成化时期的御马监掌印太监。

## 生平
洪武二十四年（1391年），出生。
永乐元年（1403年），进入宫廷。
永乐八年（1410年），随明成祖一征漠北，任偏将。
永乐十二年（1414年），随明成祖二征漠北，任偏将。
永乐二十年（1422年），随明成祖三征漠北，任偏将。
永乐二十一年（1423年），随明成祖四征漠北，任偏将。
永乐二十二年（1424年），随明成祖五征漠北，任偏将。7月，朱棣去世，明军秘不发丧，护梓宫回京。
洪熙元年（1425年），朱高炽去世，朱瞻基即位。
宣德元年（1426年），汉王朱高煦谋反，随朱瞻基出兵平叛。
宣德年间，攻打击兀良哈。
正统年间，与曹吉祥分道征兀良哈。后来监镇甘州、凉州，战於沙漠，有功。
正统十四年（1449年），土木堡之变，朱祁钰称帝。
景泰三年（1452年），与于谦、曹吉祥、石亨，共同管理十团营。
景泰八年（1457年），夺门之变，朱祁镇复辟，率兵跟从。
成化三年（1467年），上疏回乡养老。
成化八年（1472年），去世。

## 亲属
- 刘八老（祖父）——追赠特进荣禄大夫、后军都督府右都督、宁晋伯
- 杜氏（祖母）——追赠宁晋伯夫人
- 刘大老（父）——追赠特进荣禄大夫、后军都督府右都督、宁晋伯
- 马氏（母）——追赠宁晋伯夫人
- 刘贵（长兄）——追赠特进荣禄大夫、后军都督府右都督
- 刘宽（次兄）——追赠昭勇将军、锦衣卫指挥使
- 刘聚（嗣子）——宁晋伯